# Prior's Heys
Prior's Heys is een civil parish in het bestuurlijke gebied Cheshire West and Chester, in het Engelse graafschap Cheshire met 10 inwoners.